# أولاد اكواوش الشرقيين (أولاد كواوش)
أولاد اكواوش الشرقيين هي إحدى مشيخات المملكة المغربية، تتبع جغرافيا لإقليم خريبكة وإداريًا لأولاد كواوش. يقدر عدد سكانها بـ 1355 نسمة حسب الإحصاء الرسمي للسكان والسكنى لسنة 2004.